# ロゴグラポス
ロゴグラポス（ロゴグラフォス、ギリシャ語：λογογράφος, logographos,複数形：ロゴグラポイ、ログラフォイ, 英語：Logographer）とは、古代ギリシアの職業。歴史と法律の分野で使われるが、意味は異なる。語源は、logos（話、散文）+grapho（書く）。

## 歴史
ロゴグラポスとは、「歴史の父」と呼ばれるヘロドトス以前の史学史家・年代記作者のこと。ヘロドトスは自分のことを「ロゴポイオイ（λογοποιόι, logopoioi, 単数形：ロゴポイオス）」と呼んでいた。語源はlogos（話、散文）+poieo（作ること）。トゥキュディデスは自分より前の歴史家をすべてロゴグラポスと呼び、その中にはヘロドトスも含まれていた。
ロゴグラポスは小アジアのイオニアおよびその島々の出身者が多かった。地理的に、東と西の遠い国々に関する知識を得るのに好都合だったからだろう。ロゴグラポスたちはイオニア方言で書き、叙事詩を手本にして、詩的性格を持っていた。ロゴグラポスの書くものは、都市の創設、支配者一族の系譜、個人個人のしきたり・習慣に関連した伝説・言い伝え、つまり創設神話を、荒っぽくこじつけたようなものだった。科学的な批判精神はまったくなく、そのために歴史学者ではなく、年代記作者と呼ばれることが多い。
最古のロゴグラポスとして名前を挙げられるのが、紀元前6世紀のミレトスの人カドモスで、ミレトスの歴史を書いたと言われる。しかし、伝説上の人物だった可能性もある。
ロゴグラポスの全盛期は、紀元前6世紀の中頃からペルシア戦争の時（紀元前492年 - 紀元前449年）までだった。紀元前400年頃に死んだレロスのペレキュデースが最後のロゴグラポスと言われている。
そんなロゴグラポスの中で、ミレトスのヘカタイオスは神話の歴史と現実の歴史を分離しようと試みた。それは完全に成功したわけではなかったが、真の歴史学発展の中で、きわめて重大なステップとなった。ヘロドトスも『歴史』の中でヘカタイオスだけは引用している。
ヘロドトス以降、ロゴグラポスは衰退していったが、ヘレニズム期になって、いくらか人気を取り戻した。
同じ神話の言い伝えを共有しながら、叙事詩環の叙事詩人たちとロゴグラポスたちが違ったのは、散文で、「ただ連結しているだけ」の書き方で書いていたことである。

### 著名なロゴグラポス
ハリカルナッソスのディオニュシオスは、古典世界で有名だったロゴグラポスの名前を挙げている。
- アルゴスのアクーシラーオス - ヘーシオドスの系譜学的諸作品を散文で言い換え、必要と思えるものは訂正した。その関心は有史以前の時代にあり、真の歴史を書こうとはしなかった。
- ミレトスのカドモス（Cadmus of Miletus）
- ランプサコスのカロン - ペルシア、リビア、エチオピア、それに生地ラムプサコスの歴史を書いた。他にプリュタネイス（Prytaneis）とアルコンの一覧、スパルタ諸王の年代記。
- シゲイオンのダマステス - ヘッラニコスの弟子。トロイア以前の戦闘員の系譜と、詩人・ソフィスト、地理学的テーマのに関する小論文の民族誌的・統計学的一覧を書いた。
- ミレトスのヘカタイオス
- レスボスのヘッラニコス
- ヒッヒュプスとグラウコス - ともにレギオンの人。イタリアとシチリアの歴史を書いた。詩人と音楽家の論文はハルポクラティオンとプルタルコスに使われた。
- カルケドンのメレサゴラス（Melesagoras）
- レロスのペレキュデース
- タソスのステシンブロトス（Stesimbrotos of Thasos） - ペリクレスの敵。テミストクレス、トゥキュディデス、ペリクレスについての政治パンフレットは名高い。
- サルディスのクサントス（Xanthus） - リュディア史を書き、ダマスカスのニコラウスが主要な典拠として使った。

## 法律
ロゴグラポスとは、法廷弁論を書くことを職業とする人、つまり演説作者のこと。現代のスピーチライターとほぼ近い。
古代のアテナイでは、法は、訴訟当事者（原告・被告）に対して、裁判官の前で続けて演説してそれぞれの主張を申し立てることを求めていた。この時代、弁護士はおらず、法はそれぞれの訴訟当事者に、友人あるいは親戚のうち1人のみ応援することを許した。しかし、それでも心許ないと思った時、訴訟当事者はロゴグラポスに演説の作成を依頼した。訴訟当事者たちはロゴグラポスが作った演説を暗記して、裁判官の前でそらで述べた。この職業を最初に始めた人々の中にはアンティポンがいる。政治色を帯びた訴訟の裁判から、その後、多くのロゴグラポスたちが政治の舞台でも活躍するようになった。

### 著名なロゴグラポス
- アンティポン
- デモステネス
- ディナルコス
- ヒュペレイデス
- イソクラテス
- リュシアス

### 歴史学
- この記事にはアメリカ合衆国内で著作権が消滅した次の百科事典本文を含む: Chisholm, Hugh, ed. (1911). "Logographi". Encyclopædia Britannica (英語). Vol. 16 (11th ed.). Cambridge University Press. p. 919.
- The History of History; Shotwell, James T. (NY, Columbia University Press, 1939)
- The Ancient Greek Historians; Bury, John Bagnell (NY, Dover Publications, 1958)
- Georg Busolt, Griechische Geschichte (1893), i. 147-153.
- C. Wachsmuth, Einleitung in das Studium der alten Geschichte (1895).
- A. Schafer, Abriss der Quellenkunde der griechischen und romischen Geschichte (ed. Heinrich Nissen, 1889).
- J. B. Bury, Ancient Greek Historians (1909).
- J. W. Donaldson, A History of the Literature of Ancient Greece (1858), translation of K. O. Müller (ch. 18); and W. Mute (bk, iv. ch. 3).
- C. W. Müller, Fragmenta historicorum Graecorum (1841–1870).

### 法律
- 修辞学
- アッティカ十大雄弁家